# Tantilla cuniculator
Tantilla cuniculator är en ormart som beskrevs av Smith 1939. Tantilla cuniculator ingår i släktet Tantilla och familjen snokar. Inga underarter finns listade i Catalogue of Life.
Denna orm förekommer på norra Yucatánhalvön i Mexiko. Små avskilda populationer hittades i Guatemala och Belize. Arten lever i låglandet. Den vistas i städsegröna skogar och i brukade skogar. Födan utgörs främst av enkelfotingar. Honor lägger ägg.
För beståndet är inga hot kända. Hela populationen antas vara stor. IUCN kategoriserar arten globalt som livskraftig.